# Alois Dietrich (Politiker, 1860)
Peter Alois Dietrich (* 5. April 1860 in Innerbraz; † 31. Mai 1938 ebenda) war ein österreichischer Politiker (CSP), Landwirt und Gemeindekassier. Er war von 1905 bis 1914 sowie von 1918 bis 1919 Abgeordneter zum Vorarlberger Landtag und von 1901 bis 1936 Gemeindevorsteher von Innerbraz. 

## Ausbildung und Beruf
Alois Dietrich absolvierte die Pflichtschule und war danach beruflich als Landwirt tätig. Er war zudem Gemeindekassier in Innerbraz.

## Politik und Funktionen
Dietrich war Mitglied der Christlichsozialen Partei und engagierte sich des Weiteren als Mitglied des Katholischen Arbeitervereins. Dem Katholischen Arbeiterverein stand er dabei zwischen den Jahren 1898 und 1904 als Präses vor. Zudem wirkte Dietrich auch als Schätzer in Eisenbahnenteignungsfällen. Dietrich engagierte sich mehrere Jahrzehnte in der Lokalpolitik seiner Heimatgemeinde Innerbraz und wurde im Jahr 1895 als Mitglied des Gemeinderates von Innerbraz angelobt. Er hatte zudem von 1895 bis 1901 die Funktion des Gemeindekassiers in Innerbraz inne und übernahm 1901 die Funktion des Gemeindevorstehers. Dietrich lenkte in der Folge die Geschicke seiner Heimatgemeinde Innerbraz bis zu seinem Tod in der Funktion des Gemeindevorstehers. 
Neben seinem Engagement in der Lokalpolitik war Dietrich auch in der Vorarlberger Landespolitik aktiv. Er kandidierte bei der Landtagswahl 1902 für die Christlichsoziale Partei im Wahlkreis der Landgemeinden für den Wahlbezirk Bludenz-Montafon und wurde am 19. Oktober 1905 als Nachfolger von Johann Josef Bachmann als Landtagsabgeordneter angelobt. Er war in der Folge bis 1919 Abgeordneter zum Landtag, wenngleich der Landtag nach dem Ausbruch des Ersten Weltkriegs zwischen 1914 und 1918 nicht mehr einberufen wurden. Dietrich wurde am 3. November 1918 als Mitglied der provisorischen Vorarlberger Landesversammlung vereidigt und blieb bis zum Ende der Provisorischen Landesversammlung am 16. Juni 1919 dessen Mitglied. Während seiner Zeit im Landtag war Dietrich Mitglied im Landwirtschaftsausschuss und Mitglied im Petitionsausschuss. 

## Auszeichnungen
- Goldenes Verdienstkreuz (22. Dezember 1916)
- Ehrenbürger der Gemeinde Innerbraz (26. Juli 1936)
- Österreichische goldene Verdienstmedaille (25. Juli 1937)

## Privates
Alois Dietrich wurde als Peter Alois Dietrich in Innerbraz bei Bludenz geboren. Er war der Sohn des Landwirts und Altvorstehers Josef Anton Dietrich (1831–1900), der ebenfalls in Innerbraz zur Welt kam. Seine Mutter Maria Magdalena Zäzilia Dietrich (1830–1895), geborene Mähr, erblickte in Außerbraz das Licht der Welt. Alois Dietrich heiratete am 11. Februar 1895 in Braz die in Satteins geborene Maria Regine Elisabeth Weber (1862–1932), wobei diese Ehe kinderlos blieb.